# رابرت لوماس
رابرت لوماس (انگلیسی: Robert Lomas؛ زادهٔ ۱۹۴۷) رابرت لوماس نویسنده، مؤلف، فیزیکدان و یک دانشگاهی در مطالعات بازرگانی اهل بریتانیا است. نوشته‌های اصلی او بیشتر دربارهٔ تاریخ فراماسونری و همچنین دوران نوسنگی، مهندسی باستان و باستان‌اخترشناسی است.

## زندگی حرفه‌ای

### در مطالعات مهندسی و بازرگانی
لوماس دارای دکترای مهندسی الکترونیک از دانشگاه سالفورد است. او در دانشکدهٔ مدیریت دانشگاه برادفورد تدریس سامانه‌های اطلاعاتی را عهده‌دار بوده‌است. بر پایهٔ وب سایت او، لوماس از مدافعان ثابت «جشنوارهٔ بین‌المللی علوم اورکنی» است. او در طی مدت هشت سال در آنجا سخنرانی کرده، ریاست جلساتی را بر عهده داشته و در جلسات پشتیبانی آن شرکت کرده‌است.

### به عنوان نویسنده در مباحث ماسونی و دیگر موارد
لوماس خارج از تخصص آکادمیک خود، در زمینه‌های دوران نوسنگی و باستان‌اخترشناسی، اسرار باستانی، بناهای سنگی و مگالیت‌ها و مباحث اخترشناسی و اختربینی ، تاریخ، آیین و سفر معنوی فراماسونری نوشته‌است.